# Moi président de la République
Pour les articles homonymes, voir Moi.

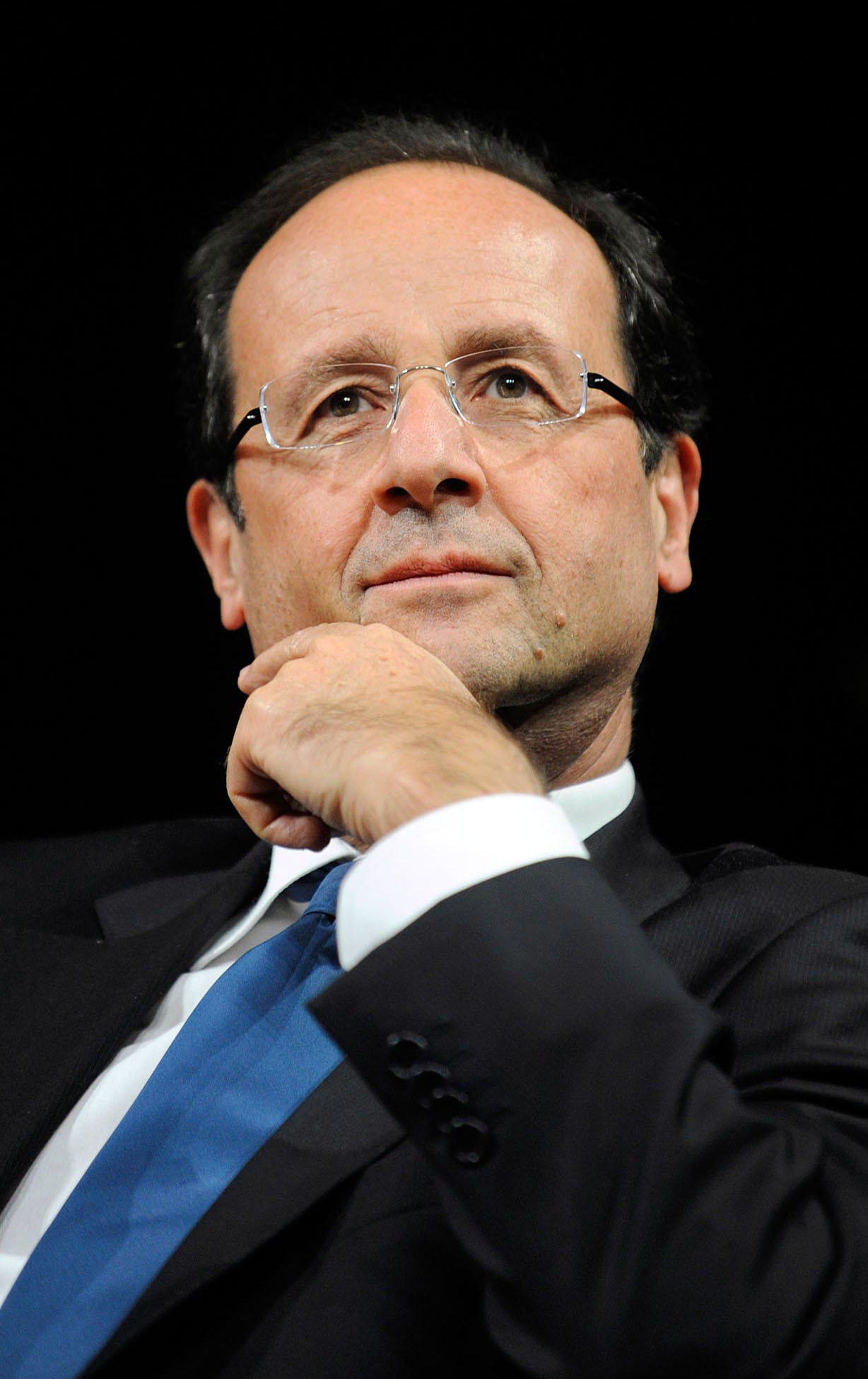
François Hollande en 2012.

En communication politique, « Moi président de la République » est le syntagme répété dans l'anaphore prononcée le 2 mai 2012 par François Hollande, au cours du débat télévisé de l'entre-deux-tours l'opposant à Nicolas Sarkozy, lors de l'élection présidentielle française de 2012. Par synecdoque, il désigne surtout l'anaphore en question.
Particulièrement commenté par la presse, qui l'a reprise sous forme de texte ou de vidéo à l'issue du débat, cet élément de rhétorique politique fait suite à la question posée par la journaliste Laurence Ferrari : « Quel président comptez-vous être ? ».

## Contexte
La campagne officielle de l'élection présidentielle française de 2012 a débuté le 20 mars 2012. Dix candidats ont recueilli les 500 parrainages nécessaires pour se présenter. À l'issue du premier tour, François Hollande et Nicolas Sarkozy, qui sont arrivés respectivement en première et deuxième position, se sont qualifiés pour le second tour.
Depuis l'élection présidentielle de 1974, un débat télévisé est organisé entre les deux finalistes. À l'exception notable de l'élection de 2002, les deux candidats acceptent la confrontation.

## Débat
Pour les médias, le débat télévisé du 2 mai 2012 a été particulièrement « tendu » entre les deux candidats. Le chroniqueur Bastien Millot le compare, au niveau de l'intensité et du « rapport de force », aux débats qui ont eu lieu lors des élections présidentielles de 1974, 1981 et 1988.
Coprésenté par les journalistes Laurence Ferrari et David Pujadas et réalisé par Jérôme Revon, le débat a commencé à 21 h et s'est achevé à 23 h 50. François Hollande et Nicolas Sarkozy ont eu tous les deux un temps de parole de 72 min 17 s. Diffusé en direct sur huit chaînes de télévision, le débat a rassemblé 17,79 millions de téléspectateurs, soit une part d'audience totale de 63,8 %. Il a également été diffusé en direct sur six radios.

## Anaphore
La séquence où François Hollande fait cette anaphore dure 3 min 21 s et intervient en fin de débat. Il commence ainsi sa réponse à la question posée par la journaliste Laurence Ferrari, « François Hollande, quel président comptez-vous être ? » : 

« Un président qui d’abord respecte les Français, qui les considère. Un président qui ne veut pas être président de tout, chef de tout et en définitive responsable de rien. »

Puis, il enchaîne avec l'anaphore constituée des cinq mots « Moi président de la République » (avec ellipse des trois mots « si je suis »), prononcés à quinze reprises :

« Moi président de la République, je ne serai pas le chef de la majorité, je ne recevrai pas les parlementaires de la majorité à l'Élysée.

Moi président de la République, je ne traiterai pas mon Premier ministre de collaborateur.

Moi président de la République, je ne participerai pas à des collectes de fonds pour mon propre parti, dans un hôtel parisien.

Moi président de la République, je ferai fonctionner la justice de manière indépendante, je ne nommerai pas les membres du parquet alors que l'avis du Conseil supérieur de la magistrature n'a pas été dans ce sens.

Moi président de la République, je n'aurai pas la prétention de nommer les directeurs des chaînes de télévision publique, je laisserai ça à des instances indépendantes.

Moi président de la République, je ferai en sorte que mon comportement soit en chaque instant exemplaire.

Moi président de la République, j'aurai aussi à cœur de ne pas avoir un statut pénal du chef de l’État ; je le ferai réformer, de façon que si des actes antérieurs à ma prise de fonction venaient à être contestés, je puisse dans certaines conditions me rendre à la convocation de tel ou tel magistrat ou m'expliquer devant un certain nombre d'instances.

Moi président de la République, je constituerai un gouvernement qui sera paritaire, autant de femmes que d'hommes.

Moi président de la République, il y aura un code de déontologie pour les ministres, qui ne pourraient pas rentrer dans un conflit d'intérêts.

Moi président de la République, les ministres ne pourront pas cumuler leur fonction avec un mandat local, parce que je considère qu'ils devraient se consacrer pleinement à leur tâche.

Moi président de la République, je ferai un acte de décentralisation, parce que je pense que les collectivités locales ont besoin d'un nouveau souffle, de nouvelles compétences, de nouvelles libertés.

Moi président de la République, je ferai en sorte que les partenaires sociaux puissent être considérés, aussi bien les organisations professionnelles que les syndicats, et que nous puissions avoir régulièrement une discussion pour savoir ce qui relève de la loi, ce qui relève de la négociation.

Moi président de la République, j'engagerai de grands débats, on a évoqué celui de l'énergie, et il est légitime qu'il puisse y avoir sur ces questions-là de grands débats citoyens.

Moi président de la République, j'introduirai la représentation proportionnelle pour les élections législatives, pour les élections non pas celles de 2012, mais celles de 2017, car je pense qu'il est bon que l'ensemble des sensibilités politiques soient représentées.

Moi président de la République, j'essaierai d'avoir de la hauteur de vue, pour fixer les grandes orientations, les grandes impulsions, mais en même temps je ne m'occuperai pas de tout, et j'aurai toujours le souci de la proximité avec les Français. »

François Hollande termine cette séquence en justifiant ainsi l'un de ses slogans de campagne, « la présidence normale », :

« J'avais évoqué une présidence normale. Rien n'est normal quand on est président de la République, puisque les conditions sont exceptionnelles, le monde traverse une crise majeure, en tout cas l'Europe. Il y a des conflits dans le monde, sur la planète, les enjeux de l'environnement, du réchauffement climatique : bien sûr que le président doit être à la hauteur de ces sujets-là, mais il doit aussi être proche du peuple, être capable de le comprendre. »

À cette « scansion » qui « brosse en creux » un portrait de sa présidence,, Nicolas Sarkozy répond en prononçant à cinq reprises le mot « normal » ou l'un de ses dérivés, dont quatre en fin de phrase constituent une épiphore :

« Monsieur Hollande, vous avez parlé, sans doute pour être désagréable à mon endroit, d'un président normal. Je vais vous dire, la fonction d'un président de la République, ce n'est pas une fonction normale. Et la situation que nous connaissons, ce n'est pas une situation normale. Votre normalité, elle n'est pas à la hauteur des enjeux. Pour postuler à cette fonction, je ne pense pas que le général de Gaulle, François Mitterrand, Valéry Giscard d'Estaing, Jacques Chirac, Georges Pompidou, c'étaient à proprement parler des hommes normaux. Vous venez de nous faire un beau discours, on en avait la larme à l'œil, mais c'est le même François Hollande qui, quand il s'enflamme en mimant François Mitterrand dans les meetings, dit : “Je ne garderai aucun des magistrats, aucun des policiers, aucun des préfets... [interruption de François Hollande] ...aucun des préfets qui ont travaillé aux côtés de Nicolas Sarkozy.” »

Puis, en réponse à François Hollande, qui lui reproche d'avoir eu « une présidence partisane », et pour illustrer combien il a été, selon lui, un président impartial, il énumère tous les hommes de gauche nommés à des postes importants sous son quinquennat et utilise une seconde épiphore, en rythmant à cinq reprises la fin de ses phrases par la même question : « C'est une présidence partisane ? »,, :

« Sur la Cour des comptes, j'ai nommé un député socialiste, vrai ou pas ? À la tête de la Cour des comptes. C'est une présidence partisane ? J'ai autorisé la Cour des comptes à contrôler tous les ans les comptes de l'Élysée. Mes prédécesseurs ne l'ont jamais fait. C'est une présidence partisane ? J'ai nommé au Conseil constitutionnel un ancien collaborateur de Monsieur Mitterrand, Monsieur Charasse, c'est une présidence partisane ? J'ai nommé à la présidence de la SNCF l'ancien directeur de cabinet de Madame Aubry, c'est une présidence partisane ? J'ai nommé dans les gouvernements aux côtés de monsieur Fillon des personnalités de gauche qui ne me l'ont pas toujours rendu, c'est une présidence partisane ? »

## Réactions des deux candidats
Nicolas Sarkozy a confié, à l'issue du débat, s'être volontairement abstenu d'interrompre cette anaphore de François Hollande, ajoutant au sujet de son adversaire : « Il était ridicule, pendant qu'il parlait, je comptais combien de fois il se répétait. Son attitude sera sanctionnée ». Selon Patrick Buisson dans La Cause du peuple, le lendemain du débat, Sarkozy justifia son silence ainsi : « C'est Giscard qui m'a conseillé de ne pas l'interrompre. Cela aurait donné une image d'un manque de confiance en moi ».
Interrogé le lendemain, François Hollande déclare au sujet de cette tirade : « J'avais les idées et c'est la forme qui m'est venue dans le débat ». Il ajoute « au bout de la dixième fois, je pense que Nicolas Sarkozy va m'interrompre et il ne le fait pas. J'aurais pu continuer longtemps, j'en avais ! ».

## Commentaires

### Dans le camp adverse
Parmi les proches de Nicolas Sarkozy, Jean-François Copé, secrétaire général de l'UMP, juge cette « fameuse tirade de 18 minutes [sic] » comme « ridicule ». Le conseiller spécial de l'Élysée, Henri Guaino, commente le nombre de déclinaisons : « Deux fois, trois fois, c'était bien. Mais au bout de la cinquième ou sixième fois, j'ai trouvé ça un peu ridicule, et au bout de la dixième, franchement grotesque ». Tandis que Brice Hortefeux, ancien ministre de l'Intérieur, la considère « pas mal ».
Interrogés plusieurs années plus tard dans le documentaire Face à face pour l'Elysée, diffusé en 2021 sur La Chaîne parlementaire, plusieurs proches de Nicolas Sarkozy reconnaissent à François Hollande un choix stratégique intelligent et payant. Sa proche conseillère Emmanuelle Mignon se dit « sidérée », parlant d'une séquence « bien [faite] ». Pierre Giacometti salue « la virtuosité de l'exercice », tandis que Claude Guéant parle d'un « morceau de bravoure assez brillant ».

### Dans la presse
Le journaliste Bruno Roger-Petit compare cette anaphore à la phrase de Valéry Giscard d'Estaing, lors du débat télévisé de l'entre deux-tours de l'élection présidentielle de 1974, « Vous n'avez pas le monopole du cœur » : comme cette dernière selon lui, elle « restera dans l'Histoire ».
Daniel Schneidermann, journaliste à Arrêt sur images, qualifie cette anaphore « d'étrange et légèrement ambiguë », en se demandant quelle est la ponctuation exacte de la phrase. Il indique néanmoins en préambule que c'est une « longue et brillante tirade exprimant calmement une rupture implacable avec l'esprit du sarkozysme ».
Pour l'éditorialiste du journal Le Monde, Françoise Fressoz, Nicolas Sarkozy « aurait pu l'interrompre en disant qu'il ne l'était pas encore [président], ou en pointant son arrogance ». Elle ajoute : « Au contraire, il s'est tu. Il a laissé le candidat socialiste à sa litanie, et on se demande à ce moment du débat s'il ne s'est pas déjà résigné à la transmission du flambeau : c'était très étonnant venant de sa part ».
Charline Vanhoenacker, correspondante de la RTBF à Paris, estime que l'anaphore « fait depuis longtemps partie du fonds de commerce oratoire de François Hollande » et qu'il n'a pas improvisé celle-ci.
Lors de l'émission Envoyé spécial du 10 mai 2012, un reportage montre que l'équipe de communication de François Hollande avait en partie préparé les grandes lignes de l'anaphore et l'hebdomadaire Le Point du même jour précise que François Hollande et ses conseillers ont hésité entre plusieurs syntagmes, préférant finalement « Moi président » aux formules « Si j'étais président » et « Quand je serai président », la première étant jugée « trop naïve » et la deuxième « trop présomptueuse ».

### Autres avis
Le comédien François Berléand déclare : « Dans le style, c’est très théâtral », avant de préciser « Sa réponse est travaillée. Ce n’est pas de l’improvisation, mais ce n’est pas appris par cœur non plus. C’est extrêmement bien fait ».

## Analyse
Le chercheur Damon Mayaffre estime que cette anaphore doit être considérée historiquement car elle apparaît comme une reprise presque mot pour mot de l’anaphore « Je veux être le président de la République … » que Nicolas Sarkozy avait prononcée 27 fois de suite lors de son investiture de candidat en 2007. Ainsi, en 2012, la stratégie rhétorique de François Hollande aurait été de déposséder Nicolas Sarkozy et de sa figure rhétorique préférée (15 répétitions pour Hollande, 27 pour Sarkozy) et du volontarisme exprimé (Moi président de la république je serai… pour Hollande, Je veux être le président qui… pour Sarkozy).
Le sémioticien Denis Bertrand qualifie cette anaphore d'« événement rhétorique » saluant « une audace extraordinaire dans le discours » ; il note aussi que ce moment a été l'un des points d'orgue d'un débat entre deux protagonistes très techniques, et qu'il a permis à François Hollande d'affirmer le style de sa rhétorique, « faite d’effets de ralentissement, où il soupèse le mot qu'il va utiliser dans une forme de suspense, puis d’accélérations fulgurantes qui mettent la pression sur son adversaire ».

## Culture populaire
Dès le soir du débat, cette anaphore est remixée par des internautes sur notamment les chansons Around the World de Daft Punk, Ma Benz du groupe NTM, Still D.R.E. de Dr. Dre ou encore Moi j'ai pas du rappeur Soprano,. Ce dernier remix a par ailleurs été relayé sur son compte Twitter par Valérie Trierweiler, à l'époque compagne de François Hollande. Des détournements d'images sont également effectués, comme le « gag du tableau noir » fait par Bart Simpson, dans le générique de la série télévisée Les Simpson.
Selon Europe 1, le hashtag « #moiprésidentdelarépublique » est arrivé en première position des sujets les plus évoqués sur le réseau social Twitter, le soir du débat.
Cette anaphore a également été parodiée par les humoristes Nicolas Canteloup et Laurent Gerra, ou encore par l'émission satirique Les Guignols de l'info.
En août 2012, le film américain The Campaign sort en France sous le titre « Moi, député », en référence à la tirade du président de la République française.
Dans la série télévisuelle Fais pas ci, fais pas ça, l'anaphore est parodiée par le personnage de Renaud Lepic sous la forme "Moi, délégué des parents d'élève".
Dans le téléfilm La Dernière Campagne diffusé en avril 2013, Jacques Chirac rêve qu'il aide François Hollande à mettre au point cette tirade. Puis devant le débat télévisé, il demande à son domestique de mettre un film, puisqu'il connaît par cœur cette tirade.
En mai 2013, paraît la bande dessinée « Moi président » aux éditions Jungle, créée par le dessinateur Faro et la journaliste Marie-Ève Malouines, qui retrace le parcours de François Hollande. Le journaliste et écrivain André Bercoff sort également le livre Moi, président aux éditions First.
À la rentrée radiophonique de septembre 2016, la chronique « Moi président » est présentée du lundi au jeudi à 7 h 21 dans Le Sept neuf sur France Inter par Hervé Pauchon. Il s'agit d'un micro-trottoir durant lequel un individu est invité à faire des propositions comme s'il était candidat à la présidence de la République, en les introduisant par ces mots.
Le 21 octobre 2021 est publié le 31e album d'Iznogoud aux éditions Imav, intitulé « Moi, calife... », parodiant l'anaphore de François Hollande.